# Devoll (riu)
|  | No s'ha de confondre amb Devoll (municipi). |

El Devoll (pronunciat: [ˈdɛˈvɔɫ]; forma definida en albanès: Devolli) és un riu situat al sud d'Albània. Juntament amb l'Osum formen el riu Seman.

## Característiques
Té una longitud de 196 km i la seva conca hidrogràfica cobreix una superfície de 3.130 km². El seu cabal mitjà és de 49,5 m³/s. El seu naixement es troba al sud-oest del municipi de Devoll, a prop de la frontera grega. Flueix inicialment cap al nord-est, passant per Miras, després cap al nord a través de Bilisht, i cap al nord-oest passant per Progër, Pojan (a la plana de Korçë, que era una zona pantanosa fins després de la Segona Guerra Mundial), Maliq, Moglicë, Kodovjat, Gramsh, on es forma un gran llac, i Gostimë, on gira cap al sud. S'uneix amb el riu Osum prop de Kuçovë, per formar el riu Seman. El Seman desemboca en un petit delta al sud de la llacuna de Karavasta, al mar Adriàtic.

## Energia hidroelèctrica
L'empresa albanesa Devoll Hydropower, propietat i gestionada per l'empresa noruega Statkraft, va construir dues centrals hidroelèctriques al llarg del riu Devoll, una prop de Banjë (central hidroelèctrica de Banjë), que va començar a operar al setembre de 2016, i una altra prop de Moglicë (central hidràulica de Moglicë), que va entrar en funcionament al juny de 2020, amb una capacitat combinada de 242 MW. Un projecte per construir una tercera central a prop de Kokel va ser considerat, però no es va arribar a completar.

## Història
En l'antiguitat, el riu Devoll era conegut com el riu Eordàic (en grec antic: Εορδαϊκός, en llatí: Eordaïcus). A les capçaleres del riu es trobava la ciutat fortificada medieval de Deàbolis.
En una ubicació no especificada a la vall de Devoll, Bohemon I i l'emperador romà d'Orient Aleix I van signar un acord el 1108, en el context de la Primera Croada. Aquest tractat rep el nom de la fortalesa romana d'Orient de Deàbolis. Tot i que el tractat no es va aplicar immediatament, tenia com a objectiu convertir el Principat d'Antioquia en un estat vassall de l'Imperi Romà d'Orient.
Durant l'any 1970, es van desviar quantitats importants d'aigua del riu cap al petit llac Prespa amb la intenció d'utilitzar-la més tard durant l'estiu per a finalitats d'irrigació. A causa dels alts nivells de sòlids en suspensió a l'aigua del riu, es va produir una significativa sedimentació a la banda albanesa. Aquesta pràctica ha estat recentment aturada.